# Marée à longue période
Les marées à longue période sont les oscillations périodiques du niveau de la mer local dont la période est plus longue que les marées usuelles, et dont l'amplitude est comparativement très faible.
Les marées usuelles, diurnes et semi-diurnes, sont la somme de huit composantes périodiques, liées à la Lune et au Soleil et dont la période est comprise entre 12 heures et 26 heures et 52 minutes.
Les marées à longue période sont liées à d'autres phénomènes astronomiques. Leur étude remontre à Pierre-Simon de Laplace. Selon un article datant de 1998, 83 composantes de marées à longue période ont été identifiées. L'étude de beaucoup d'entre elles reste très difficile, le rapport signal sur bruit de leur mesure à l'aide des marégraphes étant très bas. Les mesures de pression en profondeur facilitent quelque peu cette étude, étant moins bruitées que les mesures directes du niveau en surface. En plus de leur périodicité, ces marées se distinguent aussi par la cartographie de leur amplitude et de leur phase.
Les principales marées à longue période sont :
- La marée lunaire bimensuelle (notée Mf), d'une période de 13,66 jours et présentant une amplitude de 29 mm, est la mieux connue[3].
- La marée semi-annuelle SSa.
- La marée annuelle Sa, d'une période d'une année sidérale soit 365,256 jours.
- La marée polaire est due à l'oscillation de Chandler de l'axe de rotation de la Terre. Il s'agit d'une marée d'une périodicité de 14 mois et d'une amplitude moyenne de l'ordre de 5 mm[2].
- Un cycle de 8,8 années est lié à la précession du périastre de la Lune[4].
- La marée nodale, d'une période de 18,61 années, est liée au cycle nodal de la Lune[5].